# Kate Jackson

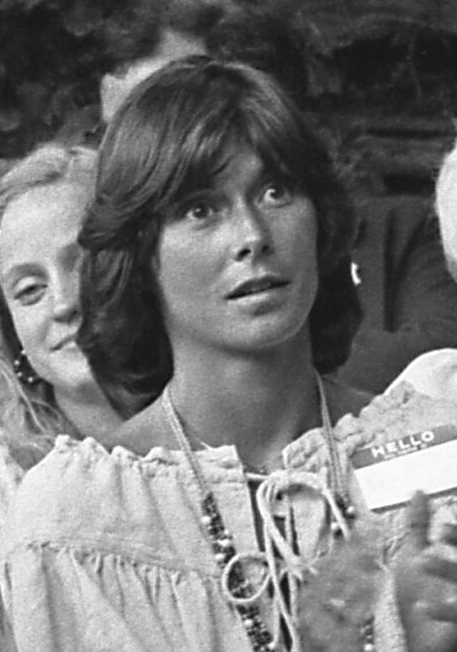
Kate Jackson (1978)

Lucy Kate Jackson (* 29. Oktober 1948 in Birmingham, Alabama) ist eine US-amerikanische Schauspielerin. Internationale Bekanntheit erlangte sie in den 1970er Jahren durch ihre Rolle als Sabrina Duncan in der Fernsehserie Drei Engel für Charlie sowie in den 1980er Jahren mit der Titelrolle in Agentin mit Herz. Für beide Rollen war sie sowohl für einen Emmy als auch einen Golden Globe nominiert. Seit den 1990er Jahren war sie überwiegend in Fernsehfilmen zu sehen, zudem hatte sie Gastauftritte in Serien wie Ally McBeal (1997), Sabrina – Total Verhext! (2002) und Criminal Minds (2007).

## Leben
Kate Jackson wurde in Birmingham, Alabama geboren und wuchs dort als ältere von zwei Töchtern des Ehepaares Ruth und Hogan Jackson auf. Im Alter von 16 Jahren begann Jackson neben der Schule als professionelles Model zu arbeiten und erhielt u. a. Aufträge von den Kosmetikherstellern Max Factor und Revlon. Nach der High School studierte sie zunächst Geschichte an der University of Mississippi, wechselte im zweiten Studienjahr aber ans Birmingham-Southern College, um Schauspiel zu studieren. Mitte der 1960er Jahre trat sie einen Sommer lang am Stowe Playhouse in Vermont auf, an dem auch Morgan Freeman und Meryl Streep spielten. 1968 zog Jackson nach New York, wo sie an der Academy of Dramatic Arts studierte und nebenbei als Besucherführerin bei NBC arbeitete.
Ihre erste Rolle war die eines Geistes in der Seifenoper Dark Shadows, in der sie 1970 und 1971 mitwirkte. Danach zog sie nach Los Angeles, wo sie von 1972 bis 1976 in der Fernsehserie California Cops – Neu im Einsatz eine Krankenschwester spielte.
Bald darauf machten ihr die Produzenten Aaron Spelling und Leonard Goldberg das Angebot, die Rolle der Privatdetektivin Sabrina Duncan in der Fernsehserie Drei Engel für Charlie zu übernehmen. Jackson war der erste „Engel“, der unter Vertrag genommen wurde, die beiden anderen Rollen wurden mit Jaclyn Smith und Farrah Fawcett besetzt. Die Serie startete im September 1976 in den USA und wurde bald zu einem großen Erfolg. Wöchentlich schalteten bis zu 23 Millionen Fernsehzuschauer ein, und die drei Hauptdarstellerinnen wurden mit Fanpost überhäuft. Jackson war für ihre Rolle jeweils drei Mal für einen Emmy und einen Golden Globe nominiert, doch trotz des Erfolgs zeigte sie sich bald unzufrieden mit dem, was das Drehbuch von ihr verlangte. Sie lehnte es ab, im Bikini aufzutreten, und störte sich an der oft seichten Handlung der Serie. Nachdem sie das Angebot, die weibliche Hauptrolle in dem Film Kramer gegen Kramer (1979) an der Seite von Dustin Hoffman zu spielen, wegen des unflexiblen Drehplans von Drei Engel für Charlie hatte ablehnen müssen, entschied sie sich schließlich, aus der Serie auszusteigen. Über ihren Ausstieg im Jahr 1979 sagte sie: „Ich denke, es war nicht einfach, mit mir zu arbeiten. Am Ende wusste ich nicht mehr, wer ich bin. Ich hatte alles und war trotzdem unglücklich. Mein Leben war nur noch auf die Arbeit ausgerichtet und obwohl mich Millionen von Menschen kannten und mochten, am Ende eines 14-Stunden-Drehtags saß ich einsam und allein in meiner Wohnung. Ich möchte nicht undankbar klingen, aber ich war nie damit zufrieden, nur Geld zu verdienen und zu funktionieren.“
Von 1983 bis 1987 feierte sie mit der Hauptrolle in Agentin mit Herz große Erfolge. In der Fernsehserie spielte sie die geschiedene Hausfrau Amanda King, die an der Seite von Lee Stetson (gespielt von Bruce Boxleitner) für den Geheimdienst tätig wird. Die Rolle brachte ihr die vierte Golden-Globe-Nominierung ein. Während der Dreharbeiten zur vierten Staffel im Januar 1987 wurde bei ihr Brustkrebs diagnostiziert. Sie konnte die Krankheit jedoch sowohl 1987 als auch 1989 erfolgreich bekämpfen.
Ende der 1980er Jahre spielte Jackson in Baby Boom (1988 bis 1989), der Fernsehadaption der US-amerikanischen Filmkomödie Baby Boom – Eine schöne Bescherung mit Diane Keaton aus dem Jahr 1987.
Zuletzt war sie 2007 in einer Gastrolle in der Fernsehserie Criminal Minds zu sehen.
Kate Jackson war insgesamt drei Mal verheiratet. Ihr erster Ehemann von August 1978 bis Januar 1980 war der Produzent, Schauspieler und Regisseur Andrew Stevens. Im Mai 1982 heiratete sie den Filmeditor David Greenwald; die Ehe wurde im Dezember 1984 geschieden. Im September 1991 ehelichte sie den Schauspieler und Stuntman Tom Hart; das Paar ließ sich 1993 scheiden. 1995 adoptierte sie einen Jungen.
Im Mai 2010 reichte Jackson gegen ihren Finanzberater Richard B. Francis Klage ein und verlautbarte, er habe sie um mehr als drei Millionen US-Dollar betrogen. Daher stehe sie vor dem finanziellen Ruin. Francis hatte zuvor auch ihre Drei-Engel-für-Charlie-Kollegin Farrah Fawcett beraten. Im Dezember 2010 schlossen die Parteien einen Vergleich vor Gericht.

## Filmografie
- 1970–1971: Dark Shadows (Fernsehserie)
- 1971: Das Schloss der verlorenen Seelen (Night of Dark Shadows)
- 1971: The Jimmy Stewart Show (Fernsehserie, 2 Episoden)
- 1972: The New Healers (Fernsehfilm)
- 1972: Bonanza (Fernsehserie, 1 Episode)
- 1972: Movin’ On (Fernsehfilm)
- 1972: Limbo
- 1972–1976: California Cops – Neu im Einsatz (The Rookies, Fernsehserie, 92 Episoden)
- 1973: Satan’s School for Girls (Fernsehfilm)
- 1974: Killer Bees (Fernsehfilm)
- 1974: Death Cruise (Fernsehfilm)
- 1975: Todesschreie (Death Scream, Fernsehfilm)
- 1976: Death at Love House (Fernsehfilm)
- 1976–1979: Drei Engel für Charlie (Charlie’s Angels, Fernsehserie, 68 Episoden)
- 1977: Wie Blitz und Donner (Thunder and Lightning)
- 1977: James at 15 (Fernsehserie, 1 Episode)
- 1977: California Okay (Fernsehserie, 1 Episode)
- 1979: Topper (Fernsehfilm)
- 1981: Gefangene Liebe (Inmates: A Love Story, Fernsehfilm)
- 1981: Thin Ice (Fernsehfilm)
- 1981: Schmutzige Tricks (Dirty Tricks)
- 1982: Making Love
- 1983: Beziehung, nein danke (Listen to Your Heart, Fernsehfilm)
- 1983–1987: Agentin mit Herz (Scarecrow and Mrs. King, Fernsehserie, 88 Episoden)
- 1988–1989: Baby Boom (Fernsehserie, 13 Episoden)
- 1989: Loverboy – Liebe auf Bestellung (Loverboy)
- 1990: Stranger – Rückkehr aus der Vergangenheit (The Stranger Within, Fernsehfilm)
- 1992: The Boys of Twilight (Fernsehserie, 1 Episode)
- 1992: Schwarzer Tod (Quiet Killer, Fernsehfilm)
- 1992: Computer Love (Homewrecker, Fernsehfilm, Sprechrolle)
- 1993: Arly Hanks (Fernsehfilm)
- 1993: Weit draußen lauert der Tod (Adrift, Fernsehfilm)
- 1993: Wiegenlied des Schreckens (Empty Cradle, Fernsehfilm)
- 1994: Armed and Innocent – Ein Junge gegen die Killer (Armed and Innocent, Fernsehfilm)
- 1994: Justice in a Small Town (Fernsehfilm)
- 1995: The Silence of Adultery (Fernsehfilm)
- 1996: Wettlauf durch die weiße Hölle (Murder on the Iditarod Trail, Fernsehfilm)
- 1996: Entführt – Dein Kind gehört mir (A Kidnapping in the Family, Fernsehfilm)
- 1996: Blitzschlag im Cockpit – Katastrophe in den Wolken (Panic in the Skies!)
- 1997: Mord auf dem Campus (What Happened to Bobby Earl?, Fernsehfilm)
- 1997: Ally McBeal (Fernsehserie, 1 Episode)
- 1997: Dead Man’s Gun (Fernsehserie, 1 Episode)
- 1998: Verraten – Eine Frau auf der Flucht (Sweet Deception, Fernsehfilm)
- 1999: Die Kunst des Sterbens (Error in Judgement)
- 1999: Zweimal im Leben (Twice in a Lifetime, Fernsehserie, 1 Episode)
- 1999: Batman of the Future (Batman Beyond, Zeichentrickserie, Synchronstimme)
- 2000: Chicken Soup for the Soul (Fernsehserie, 1 Episode)
- 2000: Hexen für die Schule des Satans (Satan’s School for Girls, Fernsehfilm)
- 2001: Verzweifelt – Eine Mutter schöpft Verdacht (A Mother’s Testimony, Fernsehfilm)
- 2002: The Zeta Project (Fernsehserie, 1 Episode)
- 2002: Sabrina – Total Verhext! (Sabrina, the Teenage Witch, Fernsehserie, 1 Episode)
- 2003: Miracle Dogs (Fernsehfilm)
- 2004: Larceny
- 2004: Third Watch – Einsatz am Limit (Third Watch, Fernsehserie, 2 Episoden)
- 2004: No Regrets
- 2006: Angeklagt – Der Kampf einer Tochter (The Perfect Suspect, Fernsehfilm)
- 2006: Family Guy (Zeichentrickserie, Synchronstimme)
- 2007: Criminal Minds (Fernsehserie, Staffel 2, Episode 20)

## Auszeichnungen
Bravo Otto
- 1986: TV Star (Gold Otto)
- 1987: TV Star (Gold Otto)
- 1988: TV Star (Gold Otto)
- 1990: TV Star (Bronze Otto)

Emmy Award
- 1977: Nominierung als beste Hauptdarstellerin in einer Fernsehserie (Drama) für Drei Engel für Charlie
- 1978: Nominierung als beste Hauptdarstellerin in einer Fernsehserie (Drama) für Drei Engel für Charlie
- 1978: Nominierung als beste Hauptdarstellerin in einer Fernsehserie (Drama oder Komödie) für James at 15

Golden Globe Award
- 1977: Nominierung als beste Hauptdarstellerin in einer Fernsehserie (Drama) für Drei Engel für Charlie
- 1978: Nominierung als beste Hauptdarstellerin in einer Fernsehserie (Drama) für Drei Engel für Charlie
- 1979: Nominierung als beste Hauptdarstellerin in einer Fernsehserie (Drama) für Drei Engel für Charlie
- 1985: Nominierung als beste Hauptdarstellerin in einer Fernsehserie (Drama) für Agentin mit Herz